# 藤島大
藤島 大（ふじしま だい、1961年1月25日 - ）は、日本のスポーツライター、コラムニスト、ラグビー解説者。東京都生まれ。

## 来歴
高校からラグビーを始めた。秋川高校、早稲田大学卒業後、スポーツニッポン新聞社に入社。勤務しながら都立国立高校、早稲田大学ラグビー蹴球部のコーチを務めた。
1992年にスポーツライターとして独立。2002年3月、著作の「知と熱日本ラグビーの変革者・大西鐵之祐」でミズノスポーツライター賞を受賞。

## 人物
- 現役時代のラグビーポジションはフルバック(FB)。
- 父の勇一は元早稲田大学ラグビー蹴球部の監督[6]。
- 第1回からラグビーワールドカップをすべて取材している。

## 主な連載コラム
- 週刊現代「ラグビー男たちの肖像」
- ラグビーマガジン「COLUMN◎DAI HEART」

## 主な著作
- ラグビー特別便　1986〜1996（スキージャーナル、1996年12月）ISBN 978-4-7899-0040-9
- ラグビーの世紀（洋泉社、2000年2月）ISBN 978-4896914504
- 知と熱―日本ラグビーの変革者・大西鉄之祐（文藝春秋、2001年11月）ISBN 978-4163579603
- スポーツ発熱地図（ポプラ社、2005年1月）ISBN 978-4591083963
- 熱狂のアルカディア―スポーツ・ノンフィクション選（文藝春秋、2008年11月）ISBN 978-4163708508
- ラグビー大魂(DAI HEART)（ベースボール・マガジン社、2008年12月）ISBN 978-4583101286
- キャンバスの匂い-ボクシング・コラム集（論創社、2009年4月）ISBN 978-4846010102
- 人類のためだ。:ラグビーエッセー選集（鉄筆、2015年7月）ISBN 978-4907580049

## 出演番組

### テレビ
- ラグビー 一人語り（J SPORTS）
- ラグビー中継（J SPORTS）

### ラジオ
- 藤島大の楕円球にみる夢[7]（ラジオNIKKEI）